# Bourreria taylorii
Bourreria taylorii là loài thực vật có hoa trong họ Mồ hôi. Loài này được Britton mô tả khoa học đầu tiên năm 1920.